# Magyarország az 1900. évi nyári olimpiai játékokon
Magyarország a franciaországi Párizsban megrendezett 1900. évi nyári olimpiai játékok egyik részt vevő nemzete volt, tizenhét férfi sportolóval vett részt. A magyar atléták összesen öt érmet – egy arany, két ezüst és két bronz – szereztek, ami eggyel kevesebb, mint az előző, az athéni olimpián szerzett, és ezzel a nem hivatalos éremtáblázaton Magyarország – Dániával holtversenyben – a tizedik helyen végzett. A legeredményesebb magyar versenyző természetesen a csapat egyetlen aranyát megszerző Bauer Rudolf volt, mellette azonban Halmay Zoltán két ezüst- és egy bronzérmet szerzett.
A magyar sportolók négy sportágban vettek részt, ebből három sportágban összesen negyven olimpiai pontot szereztek. Ez két ponttal több, mint az előző, athéni olimpián elért eredmény.

## Eredményesség sportáganként
Az egyes sportágak eredményessége, ill. az induló versenyzők száma a következő (zárójelben a magyar indulókkal rendezett versenyszámok száma, kiemelve az egyes oszlopokban előforduló legmagasabb érték, vagy értékek):
| Sportág, szakág | Helyezések száma | Helyezések száma | Helyezések száma | Helyezések száma | Helyezések száma | Helyezések száma | Olimpiai pont | Indulók száma | Indulók száma | Indulók száma |
| Sportág, szakág |                  |                  |                  | 4.               | 5.               | 6.               | Olimpiai pont | Férfi         | Nő            | Össz.         |
| Atlétika (13)   | 1                | 0                | 1                | 2                | 2                | 0                | 21            | 9             | 0             | 9             |
| Torna (1)       | 0                | 0                | 0                | 0                | 0                | 0                | 0             | 2             | 0             | 2             |
| Úszás (3)       | 0                | 2                | 1                | 0                | 0                | 0                | 14            | 1             | 0             | 1             |
| Vívás (4)       | 0                | 0                | 0                | 1                | 1                | 0                | 5             | 5             | 0             | 5             |
| Összesen        | 1                | 2                | 2                | 3                | 3                | 0                | 40            | 17            | 0             | 17            |

## Magyar érmesek
| Érem  | Sportoló         | Sportág  | Versenyszám       | Eredmény  |
| ----- | ---------------- | -------- | ----------------- | --------- |
| Arany | Bauer Rudolf     | Atlétika | Diszkoszvetés     | 36,04 m   |
| Ezüst | Halmay Zoltán    | Úszás    | 200 m gyorsúszás  | 2:31,0    |
| Ezüst | Halmay Zoltán    | Úszás    | 4000 m gyorsúszás | 1:08:55,0 |
| Bronz | Halmay Zoltán    | Úszás    | 1000 m gyorsúszás | 15:16,0   |
| Bronz | Gönczy Lajos dr. | Atlétika | Magasugrás        | 1,75 m    |

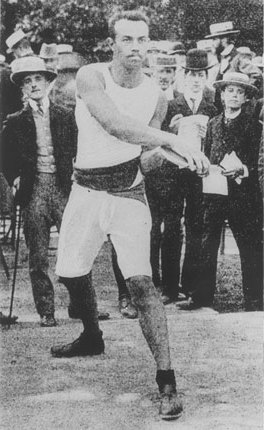
Bauer Rudolf

Ezeken kívül Halmay Zoltán második lett a 100 m-es gyorsúszás versenyszámában, ami azonban nem szerepelt a hivatalos programban, ezért a Nemzetközi Olimpiai Bizottság által elfogadott hivatalos éremtáblázatban sem szerepel. Italo Santelli vívómester ezüstérmes lett, melyet egyes források magyar éremként tartanak nyilván, a MOB nyilvántartásában viszont nem szerepel.

## További magyar pontszerzők

### 4. helyezettek
| Név                | Sportág  | Versenyszám  | Eredmény   |
| ------------------ | -------- | ------------ | ---------- |
| Crettier Rezső     | Atlétika | súlylökés    | 12,05 m    |
| Amon von Gregurich | Vívás    | kard, egyéni | nincs adat |
| Kauser Jakab       | Atlétika | rúdugrás     | 310 cm     |

### 5. helyezettek
| Név            | Sportág  | Versenyszám    | Eredmény   |
| -------------- | -------- | -------------- | ---------- |
| Crettier Rezső | Atlétika | diszkoszvetés  | 33,65 m    |
| Iványi Gyula   | Vívás    | kard, egyéni   | nincs adat |
| Speidl Zoltán  | Atlétika | 800 m síkfutás | nincs adat |

### 6. helyezettek
Ezen az olimpián a magyar csapat nem szerzett hatodik helyet.

## Pontot nem szerző résztvevők
| Helyezés | Név              | Sportág  | Versenyszám                       | Eredmény   |
| -------- | ---------------- | -------- | --------------------------------- | ---------- |
| 7.       | Coray Artur      | Atlétika | súlylökés                         | 11,13 m    |
| 11.      | Coray Artur      | Atlétika | diszkoszvetés                     | 31,00 m    |
| 14.      | Strausz Gyula    | Atlétika | diszkoszvetés                     | 29,80 m    |
| 5-10.    | Koppán Pál       | Atlétika | hármasugrás állóhelyből           | nincs adat |
| 7-13.    | Koppán Pál       | Atlétika | hármasugrás                       | nincs adat |
| 9.       | Schubert Ernő    | Atlétika | távolugrás                        | 6,050 m    |
| 10.      | Strausz Gyula    | Atlétika | távolugrás                        | 6,010 m    |
| 7-10.    | Koppán Pál       | Atlétika | 60 m síkfutás                     | nincs adat |
| 7-10.    | Schubert Ernő    | Atlétika | 60 m síkfutás                     | nincs adat |
| 13-18.   | Koppán Pál       | Atlétika | 100 m síkfutás                    | nincs adat |
| 13-18.   | Schubert Ernő    | Atlétika | 100 m síkfutás                    | nincs adat |
| 10-12.   | Koppán Pál       | Atlétika | 400 m síkfutás                    | nincs adat |
| 10-15.   | Speidl Zoltán    | Atlétika | 400 m síkfutás                    | nincs adat |
| 7-8.     | Schubert Ernő    | Atlétika | 200 m síkfutás                    | nincs adat |
| 11.      | Speidl Zoltán    | Atlétika | 200 m gátfutás                    | nincs adat |
| 88.      | Kakas Gyula      | Torna    | összetett, egyéni                 | 211 pont   |
| feladta  | Katona Gyula     | Torna    | összetett, egyéni                 | -          |
| 17-29.   | Endrédi Márton   | Vívás    | kard vívómestereknek, egyéni      | nincs adat |
| 19-54.   | Endrédi Márton   | Vívás    | párbajtőr vívómestereknek, egyéni | nincs adat |
| 44-60.   | Endrédi Márton   | Vívás    | tőr vívómestereknek, egyéni       | nincs adat |
| 9-16.    | Hoch Hugó        | Vívás    | kard, egyéni                      | nincs adat |
| 9-16.    | Todoresku Miklós | Vívás    | kard, egyéni                      | nincs adat |